# John Watson (Rennfahrer)
John Marshall Watson, MBE (* 4. Mai 1946 in Belfast, Nordirland) ist ein ehemaliger britischer Automobilrennfahrer.
Er startete zwischen 1973 und 1985 bei 152 Grand-Prix-Rennen in der höchsten Motorsportklasse Formel 1, von denen er fünf gewann. Seine größten Erfolge fuhr Watson mit dem McLaren-Team ein, bei dem er ab 1979 bis zu seinem Karriereende unter Vertrag stand. 1982 erreichte Watson den dritten Rang in der Fahrer-Weltmeisterschaft.

## Karriere

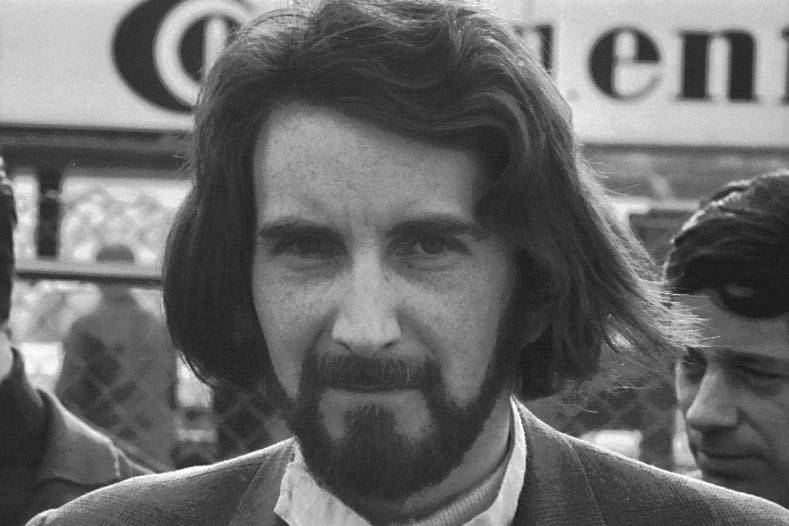
John Watson 1971 in Hockenheim

Watson startete in zwölf Jahren Formel 1 zu insgesamt 152 Grand Prix und gewann fünf davon. Er sammelte 169 WM-Punkte und errang 20 Mal einen Platz auf dem Podest. 
Sein Debüt gab Watson am 14. Juli 1973 beim Großen Preis von Großbritannien in Silverstone. Seinen ersten Sieg feierte er am 15. August 1976 beim Großen Preis von Österreich auf dem Österreichring. 1983 stellte John Watson einen bisher einmaligen Rekord in der Formel 1 auf: Er siegte beim Großen Preis der USA West in Long Beach von Startplatz 22. 
Ende der Saison 1983 war Watson nach monatelangem Vertragspoker mit seinem Teamchef Ron Dennis zurückgetreten, nachdem er deutlich höhere Bezüge als zuvor gefordert hatte. Sein Teamkollege Niki Lauda hatte ihn zu einer Vertragsverlängerung zu den bisherigen Konditionen gedrängt, was Watson aber kategorisch ablehnte. McLaren verpflichtete schließlich den jungen Franzosen Alain Prost, der keine Ansprüche stellte und als kommender Weltmeister galt. Im Nachhinein stellte sich heraus, dass dies möglicherweise der größte Fehler in Watsons Karriere war: 1984 fuhren die McLaren in einer eigenen Liga, Lauda und Prost wurden überlegen Erster und Zweiter der Weltmeisterschaft. Sein letztes Rennen fuhr er nach zweijähriger Pause am 6. Oktober 1985 beim Großen Preis von Europa in Brands Hatch, als er sich eigentlich schon aus der Formel 1 verabschiedet hatte und für den verletzten Niki Lauda einsprang.
Nach seinem letzten Formel-1-Rennen fuhr Watson Sportwagenrennen für Jaguar und Toyota. 1987 war dabei mit drei Siegen sein erfolgreichstes Jahr. Nach dem Ende seiner Rennfahrerkarriere arbeitet Watson als Sportreporter für Eurosport und betreibt in Silverstone das John Watson Performance Driving Centre.

## Statistik

### Statistik in der Automobil-/Formel-1-Weltmeisterschaft
Diese Statistik umfasst alle Teilnahmen des Fahrers an der Formel-1-Weltmeisterschaft, die bis 1980 als Automobil-Weltmeisterschaft bezeichnet wurde.

#### Grand-Prix-Siege
| - 1976 Großer Preis von Österreich (Spielberg) - 1981 Großer Preis von Großbritannien (Silverstone) - 1982 Großer Preis von Belgien (Zolder) | - 1982 Großer Preis der USA Ost (Detroit) - 1983 Großer Preis der USA West (Long Beach) |

#### Einzelergebnisse
| Saison | 1   | 2   | 3   | 4   | 5   | 6   | 7   | 8   | 9   | 10  | 11  | 12  | 13  | 14  | 15  | 16  | 17 |
| ------ | --- | --- | --- | --- | --- | --- | --- | --- | --- | --- | --- | --- | --- | --- | --- | --- | -- |
| 1973   |     |     |     |     |     |     |     |     |     |     |     |     |     |     |     |     |    |
|        |     |     |     |     |     |     |     | DNF |     |     |     |     |     | DNF |     |     |    |
| 1974   |     |     |     |     |     |     |     |     |     |     |     |     |     |     |     |     |    |
| 12     | DNF | DNF | 11  | 11  | 6   | 11  | 7   | 16  | 11  | DNF | 4   | 7   | DNF | 5   |     |     |    |
| 1975   |     |     |     |     |     |     |     |     |     |     |     |     |     |     |     |     |    |
| DSQ    | 10  | DNF | 8   | DNF | 10  | 16  | DNF | 13  | 11* | DNF | 10  |     | 9   |     |     |     |    |
| 1976   |     |     |     |     |     |     |     |     |     |     |     |     |     |     |     |     |    |
| DNF    | 5   | NC  | DNF | 7   | 10  | DNF | 3   | 3   | 7   | 1   | DNF | 11  | 10  | 6   | DNF |     |    |
| 1977   |     |     |     |     |     |     |     |     |     |     |     |     |     |     |     |     |    |
| DNF    | DNF | 6   | DSQ | DNF | DNF | DNF | 5   | 2   | DNF | DNF | 8   | DNF | DNF | 12  | DNF | DNF |    |
| 1978   |     |     |     |     |     |     |     |     |     |     |     |     |     |     |     |     |    |
| DNF    | 8   | 3   | DNF | 4   | DNF | 5   | DNF | 4   | 3   | 7   | 7   | 4   | 2   | DNF | DNF |     |    |
| 1979   |     |     |     |     |     |     |     |     |     |     |     |     |     |     |     |     |    |
| 3      | 8   | DNF | DNF | DNF | 6   | 4   | 11  | 4   | 5   | 9   | DNF | DNF | 6   | 6   |     |     |    |
| 1980   |     |     |     |     |     |     |     |     |     |     |     |     |     |     |     |     |    |
| DNF    | 11  | 11  | 4   | NC  | DNQ | 7   | 8   | DNF | DNF | DNF | DNF | 4   | NC  |     |     |     |    |
| 1981   |     |     |     |     |     |     |     |     |     |     |     |     |     |     |     |     |    |
| DNF    | 8   | DNF | 10  | 7   | DNF | 3   | 2   | 1   | 6   | 6   | DNF | DNF | 2   | 7   |     |     |    |
| 1982   |     |     |     |     |     |     |     |     |     |     |     |     |     |     |     |     |    |
| 6      | 2   | 6   |     | 1   | DNF | 1   | 3   | 9   | DNF | DNF | DNF | 9   | 13  | 4   | 2   |     |    |
| 1983   |     |     |     |     |     |     |     |     |     |     |     |     |     |     |     |     |    |
| DNF    | 1   | DNF | 5   | DNQ | DNF | 3   | 6   | 9   | 5   | 9   | 3   | DNF | DNF | DSQ |     |     |    |
| 1985   |     |     |     |     |     |     |     |     |     |     |     |     |     |     |     |     |    |
|        |     |     |     |     |     |     |     |     |     |     |     |     | 7   |     |     |     |    |

| Legende  | Legende            | Legende                                                          |
| Farbe    | Abkürzung          | Bedeutung                                                        |
| -------- | ------------------ | ---------------------------------------------------------------- |
| Gold     | –                  | Sieg                                                             |
| Silber   | –                  | 2. Platz                                                         |
| Bronze   | –                  | 3. Platz                                                         |
| Grün     | –                  | Platzierung in den Punkten                                       |
| Blau     | –                  | Klassifiziert außerhalb der Punkteränge                          |
| Violett  | DNF                | Rennen nicht beendet (did not finish)                            |
| Violett  | NC                 | nicht klassifiziert (not classified)                             |
| Rot      | DNQ                | nicht qualifiziert (did not qualify)                             |
| Rot      | DNPQ               | in Vorqualifikation gescheitert (did not pre-qualify)            |
| Schwarz  | DSQ                | disqualifiziert (disqualified)                                   |
| Weiß     | DNS                | nicht am Start (did not start)                                   |
| Weiß     | WD                 | zurückgezogen (withdrawn)                                        |
| Hellblau | PO                 | nur am Training teilgenommen (practiced only)                    |
| Hellblau | TD                 | Freitags-Testfahrer (test driver)                                |
| ohne     | DNP                | nicht am Training teilgenommen (did not practice)                |
| ohne     | INJ                | verletzt oder krank (injured)                                    |
| ohne     | EX                 | ausgeschlossen (excluded)                                        |
| ohne     | DNA                | nicht erschienen (did not arrive)                                |
| ohne     | C                  | Rennen abgesagt (cancelled)                                      |
| ohne     | keine WM-Teilnahme |                                                                  |
| sonstige | P/fett             | Pole-Position                                                    |
| sonstige | 1/2/3/4/5/6/7/8    | Punktplatzierung im Sprint-/Qualifikationsrennen                 |
| sonstige | SR/kursiv          | Schnellste Rennrunde                                             |
| sonstige | *                  | nicht im Ziel, aufgrund der zurückgelegten Distanz aber gewertet |
| sonstige | ()                 | Streichresultate                                                 |
| sonstige | unterstrichen      | Führender in der Gesamtwertung                                   |

### Le-Mans-Ergebnisse
| Jahr | Team                 | Fahrzeug       | Teamkollege        | Teamkollege      | Platzierung | Ausfallgrund    |
| ---- | -------------------- | -------------- | ------------------ | ---------------- | ----------- | --------------- |
| 1984 | Jaguar Group 44      | Jaguar XJR-5   | Claude Ballot-Léna | Tony Adamowicz   | Ausfall     | Unfall          |
| 1985 | Rothmans Porsche     | Porsche 962C   | Al Holbert         | Vern Schuppan    | Ausfall     | Motorschaden    |
| 1987 | Silk Cut Jaguar      | Jaguar XJR8-LM | Jan Lammers        | Win Percy        | Ausfall     | Unfall          |
| 1988 | Silk Cut Jaguar      | Jaguar XJR9-LM | Henri Pescarolo    | Raul Boesel      | Ausfall     | Getriebeschaden |
| 1989 | Toyota Team Tom’s    | Toyota 89C-V   | Geoff Lees         | Johnny Dumfries  | Ausfall     | Unfall          |
| 1990 | Richard Lloyd Racing | Porsche 962C   | Allen Berg         | Bruno Giacomelli | Rang 11     |                 |

### Einzelergebnisse in der Sportwagen-Weltmeisterschaft
| Saison | Team                    | Rennwagen                | 1   | 2   | 3   | 4   | 5   | 6   | 7   | 8   | 9   | 10  | 11  | 12  | 13  | 14  | 15  | 16  | 17  |
| ------ | ----------------------- | ------------------------ | --- | --- | --- | --- | --- | --- | --- | --- | --- | --- | --- | --- | --- | --- | --- | --- | --- |
| 1972   | William Tuckett         | Chevron B21              | BUA | DAY | SEB | BRH | MON | SPA | TAR | NÜR | LEM | ZEL | WAT |     |     |     |     |     |     |
| 1972   | William Tuckett         | Chevron B21              | DNF |     |     |     |     |     |     |     |     |     |     |     |     |     |     |     |     |
| 1973   | Gulf Racing             | Mirage M6                | DAY | VAL | DIJ | MON | SPA | TAR | NÜR | LEM | ZEL | WAT |     |     |     |     |     |     |     |
| 1973   | Gulf Racing             | Mirage M6                | DNF |     |     |     |     |     |     | DNF | 4   | 5   |     |     |     |     |     |     |     |
| 1974   | Chevron Cars            | Chevron B23              | MON | SPA | NÜR | IMO | LEM | ZEL | WAT | LEC | BRH | KYA |     |     |     |     |     |     |     |
| 1974   | Chevron Cars            | Chevron B23              | 15  |     |     |     |     |     |     |     |     |     |     |     |     |     |     |     |     |
| 1975   | Gelo Racing             | Gulf GR7                 | DAY | MUG | DIJ | MON | SPA | PER | NÜR | ZEL | WAT |     |     |     |     |     |     |     |     |
| 1975   | Gelo Racing             | Gulf GR7                 |     |     |     | DNF |     |     |     |     |     |     |     |     |     |     |     |     |     |
| 1977   | Autodelta               | Alfa Romeo Tipo 33       | DAY | MUG | DIJ | MON | SIL | NÜR | VAL | PER | WAT | EST | LEC | MOS | IMO | SAL | BRH | HOK | VAL |
| 1977   | Autodelta               | Alfa Romeo Tipo 33       | DNF |     |     |     |     |     |     |     |     |     |     |     |     |     |     |     |     |
| 1984   | Jaguar Group 44 Porsche | Jaguar XJR-5 Porsche 956 | MON | SIL | LEM | NÜR | BRH | MOS | SPA | IMO | FUJ | KYA | SAN |     |     |     |     |     |     |
| 1984   | Jaguar Group 44 Porsche | Jaguar XJR-5 Porsche 956 |     |     | DNF |     |     |     | 6   | DNF | 1   |     |     |     |     |     |     |     |     |
| 1985   | Porsche                 | Porsche 962              | MUG | MON | SIL | LEM | HOK | MOS | SPA | BRH | FUJ | SEL |     |     |     |     |     |     |     |
| 1985   | Porsche                 | Porsche 962              | DNF |     |     |     |     |     |     |     |     |     |     |     |     |     |     |     |     |
| 1987   | Jaguar Cars             | Jaguar XJR-8             | JAR | JER | MON | SIL | LEM | NÜN | BRH | NÜR | SPA | FUJ |     |     |     |     |     |     |     |
| 1987   | Jaguar Cars             | Jaguar XJR-8             | 1   | DNF | 1   | 2   | DNF | DNF | 3   | DNF | 2   | 1   |     |     |     |     |     |     |     |
| 1988   | Jaguar Cars             | Jaguar XJR-9             | JER | JAR | MON | SIL | LEM | BRÜ | BRH | NÜR | SPA | FUJ | SAN |     |     |     |     |     |     |
| 1988   | Jaguar Cars             | Jaguar XJR-9             | 2   | 3   |     |     | DNF |     | DNF |     |     |     |     |     |     |     |     |     |     |
| 1989   | Toyota Team Tom’s       | Toyota 89C-V             | SUZ | DIJ | JAR | BRH | NÜR | DON | SPA | MEX |     |     |     |     |     |     |     |     |     |
| 1989   | Toyota Team Tom’s       | Toyota 89C-V             |     |     |     | DNF |     | 10  |     | DNF |     |     |     |     |     |     |     |     |     |
| 1990   | Toyota Team Tom’s       | Toyota 90C-V             | SUZ | MON | SIL | SPA | DIJ | NÜR | DON | MOT | MEX |     |     |     |     |     |     |     |     |
| 1990   | Toyota Team Tom’s       | Toyota 90C-V             |     |     | 12  | 18  | DNF |     | DNF | 7   | DNF |     |     |     |     |     |     |     |     |